# Anthony Burges
Anthony Burges (... – 1664) è stato un predicatore e religioso inglese, fu membro dell'Assemblea di Westminster come religioso nonconformista.

## Biografia
Figlio di un maestro di scuola di Watford nell'Hertfordshire, studiò al St John's College dell'Università di Cambridge nel 1623 e successivamente divenne fellow dell'Emmanuel College. Qui fu tutore di John Wallis che lo menziona con rispetto nelle sue annotazioni autobiografiche apposte sulla sua edizione delle Cronache d'Inghilterra di Peter Langtoft. A partire dal 1635 divenne vicario di Sutton Coldfield nel Warwickshire. Durante la Guerra civile inglese si rifugiò a Coventry dove divenne predicatore per la locale guarnigione militare della New Model Army. Venne nominato membro dell'Assemblea di Westminster ma dopo la Restaurazione venne espulso da Sutton Coldfield nel 1662, trovando rifugio a Tamworth, nello Staffordshire, nonostante la stima del Vescovo di Lichfield John Hacket il quale gli chiese di conformarsi alla Chiesa anglicana per poter mantenere la sua posizione all'interno della gerarchia ecclesiastica, tentativo che non ebbe successo. Fu autore di diversi sermoni sia contro l'antinomismo che contro gli arminiani, così come di una orazione funebre in onore del ministro puritano Thomas Blake.

## Opere
- Vindiciæ Legis, a Vindication of the Moral Law (1646)
- The True Doctrine of Justification asserted (1648)
- Spiritual Refining (1652)
- Expository Sermons on the 17th chapter of the Gospel according to St. John (1656)
- The Scripture Directory ... a Practical Commentary upon the whole third chapter of the First Epistle of St. Paul to the Corinthians, to which is annexed the Godly and Natural Man's Choice (1659)
- Doctrine of Original Sin asserted (1659)